# Ordine di Grandmont

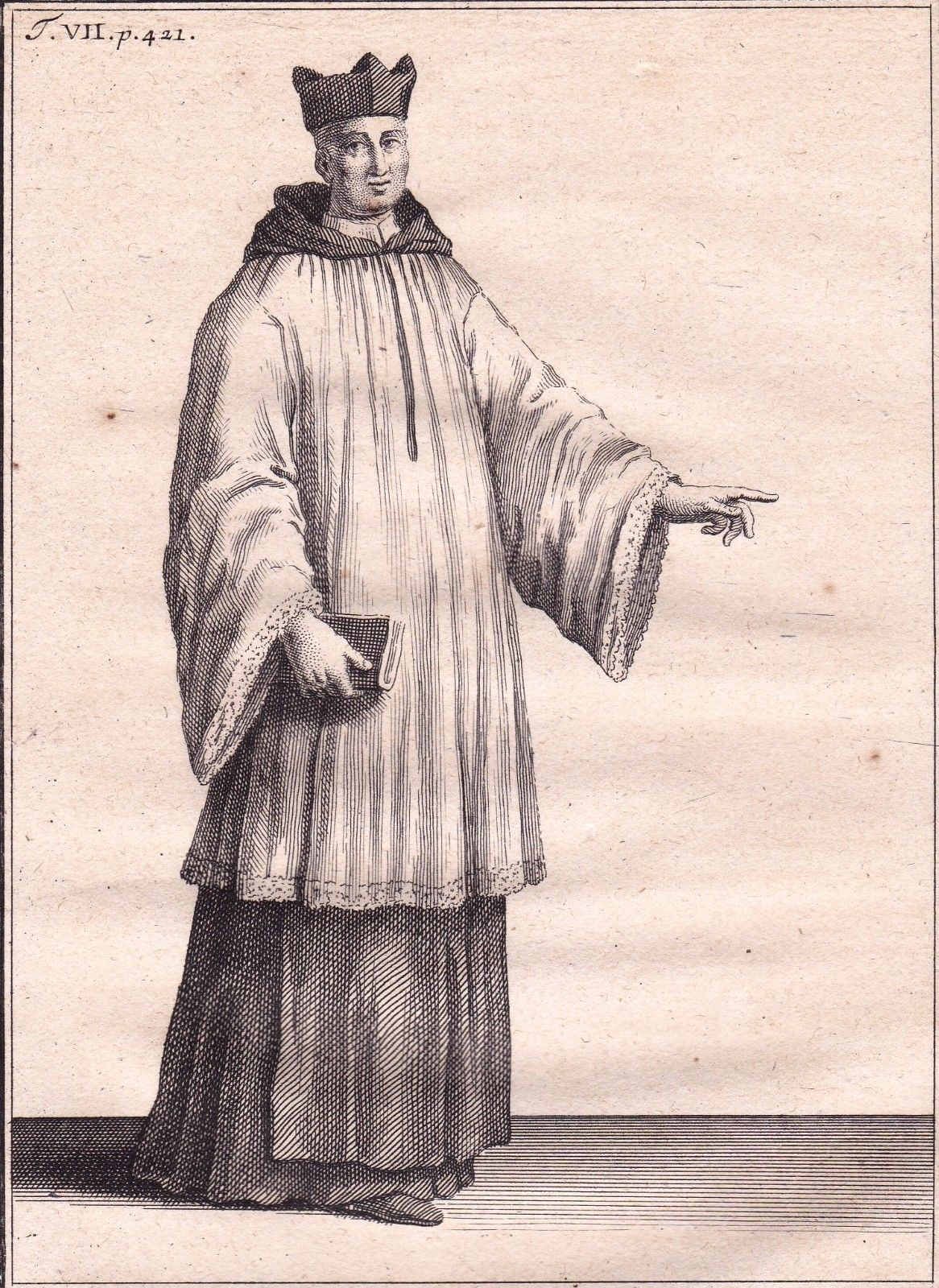
Monaco di Grandmont.

L'Ordine di Grandmont fu un Ordine religioso fondato da santo Stefano di Thiers verso la fine dell'XI secolo. L'Ordine prese il nome dalla sua casa madre, l'abbazia di Grandmont sita nell'omonimo villaggio, oggi parte del comune francese di Saint-Sylvestre, nel dipartimento dell'Alta Vienne (Limosino). I membri dell'Ordine erano conosciuti come "grandmontini" o anche boni homines o bonshommes. Esso si estinse alla fine del XVIII secolo.

## Fondazione dell'Ordine
La data esatta della fondazione dell'Ordine è piuttosto incerta. La storia tradizionale presenta serie difficoltà cronologiche ed è basata sulla bolla di papa Gregorio VII, ora riconosciuta come un falso. Il fondatore santo Stefano di Thiers era stato talmente impressionato dalla vita degli eremiti, che egli ebbe modo di conoscere personalmente durante il suo soggiorno forzato in Italia, da desiderare ardentemente di imitarli e introdurne lo stile di vita nel suo paese natìo. Si disse che egli avesse installato un romitaggio, inizio della fondazione dell'Ordine, nella valle di Muret, presso Limoges nel 1076, ma Edmond Martène considera che la fondazione del medesimo non possa essere datata anteriormente al 1100.
Presumibilmente Stefano, ordinato nel 1073, ottenne da papa Alessandro II l'autorizzazione a fondare l'Ordine. Egli si diresse nel Limosino e nel deserto di Muret, vicino a Limoges, si costruì una capanna di tronchi d'albero e visse colà per qualche tempo in completa solitudine. A poco a poco alcuni discepoli si unirono a lui e si formò una comunità monastica.
Sebbene gli appartenenti all'Ordine di Grandmont abbiano sempre sostenuto di far parte di un Ordine indipendente, si è detto che si trattasse di un ramo dell'ordine benedettino oppure di un ordine di canonici regolari, ma Martène ritiene che Santo Stefano abbia creato quest'istituzione sul modello dell'Ordine certosino.

## La Regola
La cosiddetta "Regola di santo Stefano" fu redatta su richiesta del quarto priore, Stefano di Liciac (1139 - 1163), da parte di Ugo di La Certa, e comprende gli usi di Grandmont di quasi vent'anni dopo la morte di santo Stefano, avvenuta nel 1124. Questi infatti, di per sé, non lasciò scritti originali. La sua massima era: «Non esistono altre regole che il Vangelo di Cristo» ed essendo questo il fondamento delle regole, praticare la sua morale significava adempiere ai doveri di un buon religioso.
I primi grandmontini erano famosi per la loro estrema austerità: la povertà era rigorosamente praticata e le regole vietavano il possesso di terre oltre il cippo che delimitava il terreno del convento, quello di bestiame (escluse le api), prebende o chiese non direttamente proprie. La mendicità era autorizzata solo quando non vi era più cibo nella casa ed anche in quel caso il vescovo locale doveva essere preventivamente informato della situazione.
La legge dell'osservanza del silenzio era altrettanto severa, così come quelle del digiuno e dell'astinenza dalle carni. La regola fu modellata su quella dei camaldolesi ma molte norme furono mutuate dai canoni dell'Ordine di Sant'Agostino; il superiore venne chiamato il corrector.
La prima stesura della regola fu approvata nel 1156 da papa Adriano IV e confermata, con qualche variante, da papa Alessandro III nel 1171; infine una terza stesura, l'ultima prima del ridimensionamento dell'Ordine avvenuto nel 1317, fu approvata nel 1188 da papa Clemente III, un anno prima della canonizzazione del fondatore.

## L'apice
Dopo il decesso del fondatore nel 1124 suoi discepoli si trasferirono, verso il 1150, nel vicino deserto roccioso di Grandmont a causa di una disputa circa la proprietà di Muret.
Sotto Stefanao di Liciac l'ordine si diffuse rapidamente e nel 1170 esso contava sessanta monasteri, in gran parte nell'Aquitania, nell'Angiò e nella Normandia. Sotto il suo successore Bernardo di Boschiac, vi furono ottanta nuove case ed i bonshommes stavano per comparire con le loro case in tutte le diocesi di Francia.

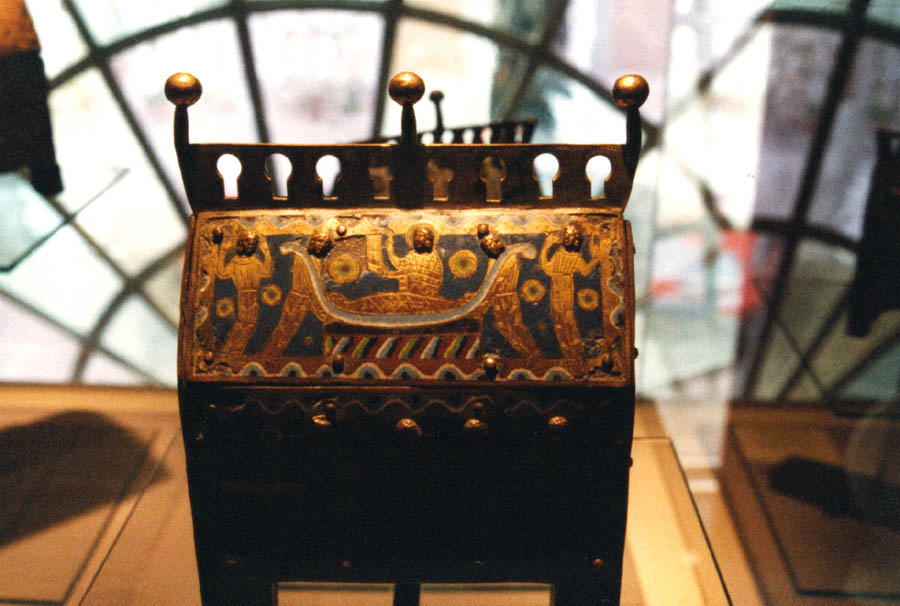
Thomas Becket Reliquario, smalto grandmontino - Limoges (1200-1210).

L'influenza dei grandmontini raggiunse il vertice nel XII secolo. La loro santa austerità destava l'ammirazione di tutti gli osservatori ed i re d'Inghilterra e di Francia facevano a gara l'un l'altro nel concedere loro favori. Enrico II d'Inghilterra fece ricostruire un monastero e Luigi IX di Francia ne fece erigere uno nuovo a Vincennes, vicino a Parigi e l'Ordine divenne in voga in Francia, con sessanta nuove case fondate nel 1170. Fu introdotto anche un sistema di fratelli laici su larga scala, cui fu affidata la gestione delle incombenze sui beni temporali, ma la cosa non funzionò bene.

## Il declino
L'età d'oro di Grandmont comunque durò solo per sessant'anni dopo la morte del fondatore, durante i quali i monaci svilupparono nuove tecniche di fabbricazione dello smalto di Limoges. Dopo di che la storia dell'Ordine fu interrotta da una sequenza di dispute, nella forma di liti fra categorie di monaci che furono una costante fonte di debolezza. Già nel XII secolo la mal definita posizione dei fratelli laici fu causa di guai. Essi divennero molto più numerosi dei monaci religiosi ed ebbero il controllo completo dell'amministrazione dei beni temporali, in modo che gli ultimi fossero più liberi di adempire alle loro funzioni spirituali. Un graduale rilassamento nella regola della povertà portò a grandi possedimenti, il che accrebbe ancor di più l'importanza dei fratelli laici, i quali a questo punto pretesero parità di considerazione con quelli religiosi. Ciò condusse a situazioni scandalose.
Nel 1185 i fratelli laici dell'Abbazia di Grandmont si ribellarono apertamente, espulsero il priore Guglielmo de Trahinac con 200 religiosi e nominarono priore un intruso. La situazione politica rese più amari questi dissensi, essendosi l'Ordine spaccato in due fazioni, quella francese e quella inglese. I papi che si succedettero cercarono di ristabilire la pace ma inutilmente. Nel 1219 il priore di Grandmont e quaranta monaci furono nuovamente espulsi dai laici ribelli. Nel 1244 I delegati papali consigliarono l'unione con l'Ordine Cistercense, come soluzione per por fine alla liti. Questa minaccia, e l'espulsione di un gran numero di grandmontini produsse, in una certa misura, la pace. I numeri, tuttavia, si ridussero: verso il 1150 l'Ordine contava 1200 membri, ma verso il XIV secolo ne erano rimasti solo 800. Per di più il rilassamento nell'osservanza della regola 1224 condusse alla sua abolizione di fatto.
Nel 1317 papa Giovanni XII, del quale si era detto talvolta fosse stato lui stesso monaco, emise la bolla Exigente debito per salvare l'Ordine dalla totale distruzione. La sua organizzazione fu modificata e la regola mitigata. Il numero di "case" fu ridotto da 149 a 39. Il priore di Grandmont divenne abate ed i superiori delle case dipendenti, conosciuti prima con il titolo di corrector, assunsero per il futuro il titolo di priore. L'abate di Grandmont sarebbe stato eletto dalla propria comunità e non, come in precedenza, da delegati dell'intero Ordine. Un Capitolo generale dell'Ordine doveva essere indetto annualmente con la partecipazione con il priore ed un monaco per ciascuna casa dipendente.
Queste misure decise e rigorose provocarono una leggera ripresa dell'Ordine, ma nonostante la vigilanza della Santa Sede e la buona amministrazione dei primi abati, il miglioramento fu di breve durata. L'Ordine soffrì notevolmente nel corso della guerra dei cento anni. Per oltre un secolo (dal 1471 fino al 1579) Grandmont fu assegnata ad un abate commendatario; poco dopo tale periodo vi erano solo più otto monaci nell'Abbazia. Gli ugonotti assalirono l'abbazia nel 1604 ma furono respinti dall'abate Rigaud de Lavaur.

## La Stretta osservanza
Nel 1643 l'abate Georges Barny (1635 - 1654) tenne il primo Capitolo generale dopo 137 anni ed in esso Dom Charles Frémon fu autorizzato a fondare la "Stretta osservanza dell'Ordine di Grandmont". Questo nuovo ramo, che rimaneva comunque sotto la giurisdizione dell'abate, fu notevole per l'adozione dell'originaria austerità, ma non ebbe mai più di otto case. A differenza dell'Ordine principale, essi non ebbero mai il nome di bonshommes.
All'inizio del XVIII secolo le due Osservanze messe insieme contavano solo 150 membri circa, ma le liti erano frequenti ed amare come non mai. Grandmont fu una delle prime vittime della cosiddetta Commissione dei regolari. I religiosi della Stretta Osservanza vennero dispersi nel 1780 ma la battaglia per la sopravvivenza si protrasse fino al 1787, allorché gli ultimi due monaci furono espulsi dalla casa madre. L'abbazia fu infine distrutta all'inizio del XIX secolo ed oggi ne rimangono solo alcuni frammenti di muri.

## Eredità
Grandmont non produsse mai scritti di una certa rilevanza. A parte alcune vite di Santo Stefano, l'opera più importante fu il trattato di Gérard Ithier: "De institutione novitiorum" - un'opera spirituale molto apprezzata nel Medioevo, generalmente ma erroneamente attribuita a Ugo di San Vittore.
La veste monacale originale di Grandmont era costituita da una tunica grezza con scapolare e cappuccio, marrone nei primi tempi ma cambiato successivamente in nero. I monaci misero da parte gradualmente l'umile scapolare ed il cappuccio per adottare il rocchetto e la berretta. La veste originale fu ripresa dai monaci della Stretta Osservanza. Il fondatore aveva esplicitamente vietato l'adozione nell'Ordine di case per religiose, ciò nondimeno quattro piccoli monasteri di suore furono ammessi nella diocesi di Limoges.
Al di fuori della Francia l'Ordine contava solo cinque case: due in Navarra e tre in Inghilterra fino al XV secolo. Queste ultime, site ad Alberbury, Craswall, Herefordshire e Grosmont, non acquisirono mai importanza e furono sempre occupate da un numero molto basso di monaci.
L'architettura dell'Ordine è notevole per la sua semplicità: una singola navata con volta a botte ed una piccola abside, tre finestre ad est ed una ad ovest mentre l'ingresso alla chiesa è, nella maggior parte delle chiese rimaste, dal lato nord-ovest.

## Elenco di priori ed abati
Priori
- 1076-1124: Stefano I di Thiers
- 1124-1137: Pietro I del Limosino
- 1137-1139: Pietro II de Saint-Christophe
- 1139-1163: Stefano II di Liciac
- 1163-1170: Pietro III Bernard
- 1170-1187: Guglielmo I di Treignac
- 1187-1198: Gerardo Ithier
- 1198-1216: Ademaro I di Friac
- 1216-1229: Caturcin
- 1229-1238: Elia I Arnaud
- 1239-1242: Giovanni I de L'Aigle
- 1242-1245: Ademaro II de La Vergne
- 1245-1248: Guglielmo II d'Ongres
- 1248-1260: Itier Merle
- 1260-1269: Guido I L'Archer
- 1269-1281: Foucher de Grimoard
- 1282-1291: Pietro IV de Caussac
- 1291-1291: Bernardo di Gandalmar
- 1291-1306: Guido II Foucher
- 1306-1312: Guglielmo III de Prémaurel
- 1312-1316: Giordano di Rapistang
- 1316-1317: Elia II Ademaro di Monteil

abati
- 1317-1336: Guglielmo IV Pellicier
- 1336-1347: Pietro V Aubert
- 1347-1355: Giovanni II Chabrit
- 1355-1378: Ademaro III Crespi
- 1378-1385: Aimery Fabry
- 1385-1388: Ramnulfe Ithier
- 1388-1437: Pietro VI Redondeau
- 1437-1470: Guglielmo V de Fumel
- 1471-1477: Carlo I di Bourbon
- 1477-1495: Antonio I Lallemand
- 1496-1507: cardinale Guglielmo VI Briçonnet du Plessis-Rideau
- 1507-1513: cardinale Sigismondo Gonzaga
- 1513-1515: cardinale Charles II de Carrect de Final
- 1515-1519: cardinale Niccolò Fieschi
- 1519-1525: cardinale Sigismondo Gonzaga (per la seconda volta)
- 1525-1561: Francesco I di Neufville de Villeroy
- 1561-1596: Francesco II di Neufville de Villeroy
- 1596-1603: Francesco III Marand
- 1603-1631: Rigaud de Lavaur
- 1631-1635: Francesco IV di Tautal
- 1635-1654: Giorgio Barny
- 1654-1677: Antonio II di Chavaroche
- 1678-1687: Alessandro Frémon
- 1687-1715: Enrico de La Marche de Parnac
- 1716-1744: René-François de La Guérinière
- 1744-1748: Raimondo Garat
- 1748-1787: Francesco-Saverio Mondain de La Maison-Rouge